# Piratas de La Guaira
Piratas de La Guaira es un equipo profesional de baloncesto venezolano con sede en La Guaira, Estado La Guaira. Compiten en la Conferencia Oriental de la Superliga Profesional de Baloncesto (SPB) y disputan sus partidos como locales en el Domo José María Vargas.
Los Bucaneros de La Guaira posee distintas filiales en diferentes disciplinas. Una sección femenina de baloncesto llamada Bucaneras de La Guaira, una sección de voleibol masculina y femenina (Bucaneros Voleibol y Bucaneras Voleibol respectivamente), una sección masculina de fútbol sala (Bucaneros Futsal), y un filial de baloncesto masculino llamada Piratas de Vargas, que participa en la Liga Nacional de Baloncesto de Venezuela.

## Historia
Fundado el 6 de marzo de 2008, es la primera vez que una franquicia de baloncesto profesional se asienta en esa zona. Fundado con el nombre La Guaira B. B. C., en la temporada 2009 reemplaza al Deportivo Táchira.
Desde entonces ha participado en la Liga Profesional de Baloncesto cosechando resultados modestos, siendo el más importante el segundo lugar obtenido en la ronda regular de la temporada 2015 que finalizó para el conjunto bucanero en el tercer puestos de los tercios de final registrando un récord de dos victorias y seis derrotas.

## Pabellón

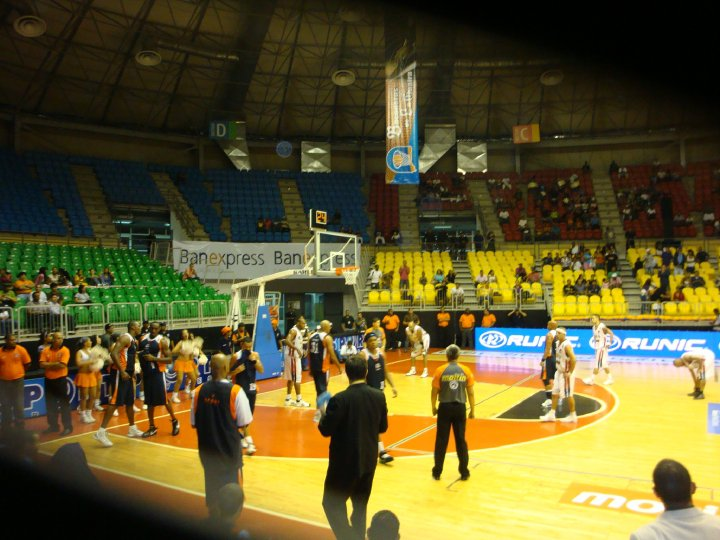
Vista del Domo José María Vargas.

El Domo José María Vargas del Complejo Deportivo, Turístico y Cultural José María Vargas (también conocido simplemente como Polideportivo José María Vargas) es un pabellón techado o gimnasio cubierto de usos múltiples ubicado en la parroquia Carlos Soublette (exactamente en la avenida del mismo nombre) de la ciudad venezolana de Maiquetía, estado La Guaira. Fue bautizado así en honor del médico y expresidente de Venezuela Dr. José María Vargas. Es un recinto de propiedad pública administrado por el gobierno del estado La Guaira a través del Instituto de Deportes del Estado La Guaira.
Posee una capacidad mínima para albergar 5 000 espectadores pero puede ser acondicionado para recibir hasta 7 000 personas. Incluye un tabloncillo removible, iluminación, equipos de audio, un tablero electrónico de cuatro caras, oficinas, áreas de prensa, enfermería, camerinos, entre otras comodidades. Ha sido usado para la práctica de baloncesto, boxeo, voleibol, fútbol sala y otros deportes de conjunto.
Fue inaugurado oficialmente por las autoridades regionales el 21 de noviembre de 2008 junto con otras instalaciones deportivas, en vista de la falta de un recinto polideportivo en la región. Ese mismo año fue admitido por la Liga Profesional de Baloncesto de Venezuela para ser usado por la franquicia que hasta entonces pertenecía a un equipo del estado Táchira, siendo conocido a partir de entonces el conjunto como Bucaneros de La Guaira.

## Jugadores

### Plantilla 2022
| Num                        | Nac.              | Jugador    | Pos | Altura | Edad    |
|                            | Bandera de Líbano | Ater Majok | P   | 2,10 m | 37 años |
| Entrenador: Jesús Cordovés |                   |            |     |        |         |

## Filiales

### Baloncesto femenino
Bucaneras de La Guaira, es la sección deportiva femenina de baloncesto del club. Fundadas bajo el nombre de Llaneras de Cojedes, marcan el historial del nacimiento de la Liga Femenina de Venezuela en 1982. En el 2012 se compra la franquicia y obtienen el nombre que llevan hoy día.

### Voleibol masculino
Bucaneros Voleibol Club, es la sección deportiva masculina de voleibol del club. Fundada en 2015, esta sección compite en la Liga Venezolana de Voleibol.

### Voleibol femenino
Bucaneras Voleibol Club, es la sección deportiva femenina de voleibol del club. En el 2014, la Organización Bucaneros consigue concretar el ingreso del equipo a la Liga Venezolana de Voleibol Femenino.

### Fútbol sala masculino
Bucaneros Futsal, es la sección deportiva masculina de fútbol sala. Su primera participación en el deporte de alta competencia se remonta al año 2001, en el Torneo Inter-Regional de Fútbol Sub-17 y Sub-20 de la Federación Venezolana de Fútbol. El club está afiliado a la Federación Venezolana de Fútbol, la Asociación de Fútbol del Estado La Guaira, la Liga Nacional de Fútbol Sala y el Torneo Nacional de Futsal, participando anualmente en todos los eventos organizados por dichas entidades.